# 合江省 (解放区)
合江省，為中國共產黨政权在東北所成立的省。省會為佳木斯，於1949年廢省，併入松江省。

## 行政沿革
1945年8月，八月風暴行動开始。苏军遠東第2方面軍第15集团军部队在8月11日清晨，对萝北县、兴山镇（今鹤岗市主城区）、富锦县、佳木斯市等地发起进攻。8月12日，第15集团军部进入富锦县县城。8月14日，占领鹤立岗（今汤原县鹤立镇）。8月17日，占领佳木斯市:20—22，27。
中共政权随苏军进入后的1945年11月7日，在佳木斯市成立三江地區行政專員公署。後成立合江省人民政府，撤銷三江專員公署，下轄佳木斯市及依蘭、勃利、撫遠、同江、富錦、樺川、湯原、鶴立、蘿北、佛山、密山、虎林、饒河、寶清、雞寧、東安、通河17縣。12月底設富錦專區，下轄富錦、綏濱、同江、蘿北、撫遠、佛山6縣。1948年7月，牧丹江省撤銷，所轄林口等縣併入，合計1市19縣。
1949年4月21日，中共东北局领导的東北行政委員會發佈「建民字第15號」令，撤銷合江省建制，全境劃歸松江省。1949年5月10日，中共东北局发出《关于重建新划省（市）及配备各省主要干部的决定》。

## 行政區劃
- 2市
  - 佳木斯市
  - 興山市，1946年7月析湯原縣興山鎮置。
- 16縣
  - 依蘭縣
  - 樺川縣
  - 綏濱縣
  - 撫遠縣
  - 富錦縣
  - 勃利縣
  - 湯原縣
  - 蘿北縣
  - 樺南縣，1946年6月析樺川縣南部第五、六、七、八區置。
  - 集賢縣，1946年6月析富錦縣第四、五區置，因駐地集賢鎮得名。
  - 寶清縣，1948年7月前隸屬牧丹江省。
  - 密山縣，1948年7月前隸屬牧丹江省。
  - 雞寧縣，1948年7月前隸屬牧丹江省。
  - 虎林縣，1948年7月前隸屬牧丹江省。
  - 林口縣，1948年7月前隸屬牧丹江省。
  - 饒河縣，1948年7月前隸屬牧丹江省。
- 其他
  - 刁翎縣，1946年析依蘭縣刁翎鎮、三道通一帶置。1948年10月1日裁撤，併入林口縣。
  - 永安縣，1947年5月10日析密山縣屬永安等區置。同年9月裁撤。
  - 鶴立縣，1948年10月1日裁撤，併入湯原縣。
  - 同江縣，1949年1月裁撤，併入富錦縣。

## 党政机关
合江省人民政府委員會書記
- 張聞天

1947年5月张启龙调任合江省委副书记、合江军区副政委，省财委主任。1948年7月接任省委书记、省军区政委。